# Amor Eterno Amor
Amor Eterno Amor es una telenovela brasileña producida por TV Globo, siendo exhibida desde el 5 de marzo de 2012, substituyendo a La vida sigue. Es la 79.ª "novela de las seis" exhibida por la emisora.
Escrita por Elizabeth Jhin, con la colaboración de Eliane García, Lílian García, Denise Bandeira, Duba Elia y Renata Jhin, dirigida por Roberta Richard, Fábio Strazzer, Luciana Oliveira y Paulo Ghelli, con la dirección general de Pedro Vasconcelos sobre núcleo de Rogério Gomes.
Fue protagonizada por Gabriel Braga Nunes, Letícia Persiles y Ana Lúcia Torre, junto a Mayana Neiva, Carmo Dalla Vecchia, Osmar Prado, Luís Melo y Cássia Kis en el roles antagónicos. Cuenta con las actuaciones de Klara Castanho, Carol Castro, André Gonçalves, Andréia Horta, Felipe Camargo, Suzy Rêgo, Marcelo Faria, Marina Ruy Barbosa, Carolina Kasting y Rosi Campos.

## Trama
A los 10 años, Carlos escapó del interior de Minas Gerais, cansado de los malos tratos de su padrastro Vírgilio, que lo humillaba de todas las formas posibles, y también lo explotaba en su don especial de amansar a los animales sólo con un gesto o una mirada. Virgílio hace de todo para ganar dinero. En la fuga, solo y perdido, el joven conoce un bondadoso camionero que lo llevó a la isla de Marajó. Carlos pasa a ser criado como hijo de ese camionero.
Los años pasaron. Carlos, que ahora lleva por nombre, Rodrigo, se convirtió en un hombre atrayente y conquistador, además de ser un competente domador de búfalos. Conocido por el sobrenombre de Barão, por su inteligencia y postura, es respetado por todos, y perseguido por la enamorada Valéria, hija de comerciantes locales, que no se conforma sentir su amor correspondido.
El corazón de Carlos guarda el recuerdo de un amor de infancia. Antes de huir de casa, Carlos se enamoró de su vecina, Elisa. Jugando juntos, se enamoraron, y vivieron un amor de infancia, inocente, lleno de magia, y prometieron amarse para siempre y casarse algún día, cuando fuesen adultos. Más el destino separó a los dos y, cuando se reencontraron, percibieron que muchas cosas cambiaron y que tal vez no puedan o no quieran estar juntos como soñaban.
En la Ciudad de vive Verbena Borges, una millonaria bondadosa, y viuda de uno de los mayores empresarios cariocas. A pesar de estar muy enferma y cerca de morir, ella nunca desistió de encontrar a su único hijo, Rodrigo, que desapareció hace más de 20 años atrás. Ella vivió en depresión todos esos años, y por eso su salud empeoró a tal punto.
Verbena nunca entendió como el joven desapareció, si fue secuestro o si el huyó porque quiso, y hasta hoy ella hace de todo para encontrarlo, y saber el motivo de su desaparecimiento, sin siquiera sospechar que su exmarido, Virgílio, tiene que ver con todo esso.
Quien no quiere que Verbena reencuentre a su hijo, por causa de la herencia, es su hermana, la envidiosa Melissa, y también el cuñado interesado Dimas y el sobrino mal carácter Fernando.
En la búsqueda de su heredero, Verbena cuenta también con la ayuda de dos hijas de su médico, Dr. Gabriel: Clara, una joven sensible, con un poder telepático; y Míriam, una bella periodista, novia de Fernando, que se enamorará de Carlos, sin siquiera sospechar que él es Rodrigo Borges, hijo desaparecido de Verbena.

## Reparto
| Actor               | Personaje                    |
| ------------------- | ---------------------------- |
| Gabriel Braga Nunes | Rodrigo Borges/Carlos/Barão  |
| Letícia Persiles    | Miriam Allende/Elisa Campos  |
| Ana Lúcia Torre     | Verbena Borges Sobral        |
| Cássia Kiss Magro   | Melissa Borges Sobral        |
| Mayana Neiva        | Maria do Amparo/Elisa Campos |
| Osmar Prado         | Virgílio                     |
| Carmo Dalla Vecchia | Fernando Borges Sobral       |
| Luis Melo           | Dimas Sobral                 |
| Klara Castanho      | Clara Allende                |
| Reginaldo Faria     | Augusto Borges               |
| Andréia Horta       | Valéria                      |
| Chico Diaz          | Xavier                       |
| Carol Castro        | Jacira                       |
| Denise Weinberg     | Angélica de Souza            |
| Othon Bastos        | Lexor                        |
| Carlos Vereza       | Francisco                    |
| Daniela Fontan      | Gracinha                     |
| Carolina Kasting    | Beatriz Mainardi             |
| Felipe Camargo      | Gabriel Allende              |
| Giulia Gam          | Laura Belize                 |
| Vera Mancini        | Carmem                       |
| Pedro Paulo Rangel  | Zé da Carmem                 |
| Marcelo Faria       | Kleber Gonçalves             |
| Raphael Viana       | Josué                        |
| Rosi Campos         | Teresa                       |
| Suzy Rêgo           | Jaqueline Gonçalves (Jáqui)  |
| André Gonçalves     | Pedro Fonseca                |
| Marina Ruy Barbosa  | Juliana Pietrini             |
| Nuno Leal Maia      | Ribamar                      |
| Miguel Rômulo       | Bruno Gonçalves              |
| Murilo Grossi       | Henrique Pietrini            |
| Erom Cordeiro       | Tobias                       |
| Suely Franco        | Dona Zilda                   |
| Laila Zaid          | Priscila Belize              |
| Tony Tornado        | Antonio                      |
| Nica Bonfim         | Deolinda                     |
| Rosane Gofman       | Valdirene                    |
| Camila Amado        | Dona Olga                    |
| Hermylla Guedes     | Marlene                      |
| Otávio Martins      | Gil Menezes                  |
| Mariana Molina      | Cris                         |
| Maria Clara Mattos  | Regina                       |
| Flávia Garrafa      | Gilda Tavares                |
| Lincoln Tornado     | Jair                         |
| Gilberto Torres     | Mauro Tavares                |
| Jéssika Alves       | Laís                         |
| Bernardo Marinho    | Beto                         |
| Olivia Torres       | Gabi Allende                 |
| Adelaide de Castro  | Tatiana Gonçalves            |
| Larissa Vereza      | Kátia                        |
| Igor Cosso          | Julinho                      |
| José Bittencourt    | Uilha                        |
| Flávia Reis         | Divina                       |
| Paula Barbosa       | Débora                       |
| Paula Loffler       | Flavinha                     |
| Caio Manhente       | Rodrigo/Carlos (criança)     |
| Júlia Gomes         | Elisa (criança)              |
| Rafael Gevu         | Júnior                       |
| Luis Augusto Formal | João                         |

## Emisión
| País               | Título           | Cadena(s)  | Primera Emisión       | Última Emisión          | Días Semanales  | Hora  |
| ------------------ | ---------------- | ---------- | --------------------- | ----------------------- | --------------- | ----- |
| Bandera de Brasil  | Amor Eterno Amor | Rede Globo | 5 de marzo de 2012    | 7 de septiembre de 2012 | Lunes a sábado  | 18:00 |
| Bandera de Bolivia | Amor Eterno Amor | ATB        | 26 de octubre de 2015 | presente                | Lunes a viernes | 20:30 |

En Portugal, la trama fue exhibida por la Globo Portugal entre el 4 de mayo al 6 de setiembre de 2015 y por la SIC en 2022.

## Repercusión
Su capítulo de estreno, emitido el día 5 de marzo, marcó una audiencia de 23 puntos con picos de 28, una audiencia considerada razonable para el horario de las 6, en el que la Rede Globo exige una media mínima de audiencia de 25 puntos.

## Banda sonora

### Nacional
- Carátula: Logotipo de la Telenovela

1. Leva-me pra Lua (Tema de Abertura) – Ana Caram
2. Presença - Skank
3. Luz do Sol - Caetano Veloso
4. Louco - Alinne Jogo
5. Ai Menina (Tema de Jacira e Tobias) - Lia Sophia
6. Se Eu Quiser Falar com Deus - Elis Regina
7. Pauapixuna - Fafá De Belém
8. Sete Dias - Roberta Campos
9. Tô Fazendo A Minha Parte - Diogo Nogueira
10. Linha Tênue - Maria Gadú
11. O Silêncio das Estrelas - Lenine
12. Ainda Bem - Marisa Monte